# Schienenstromschließer

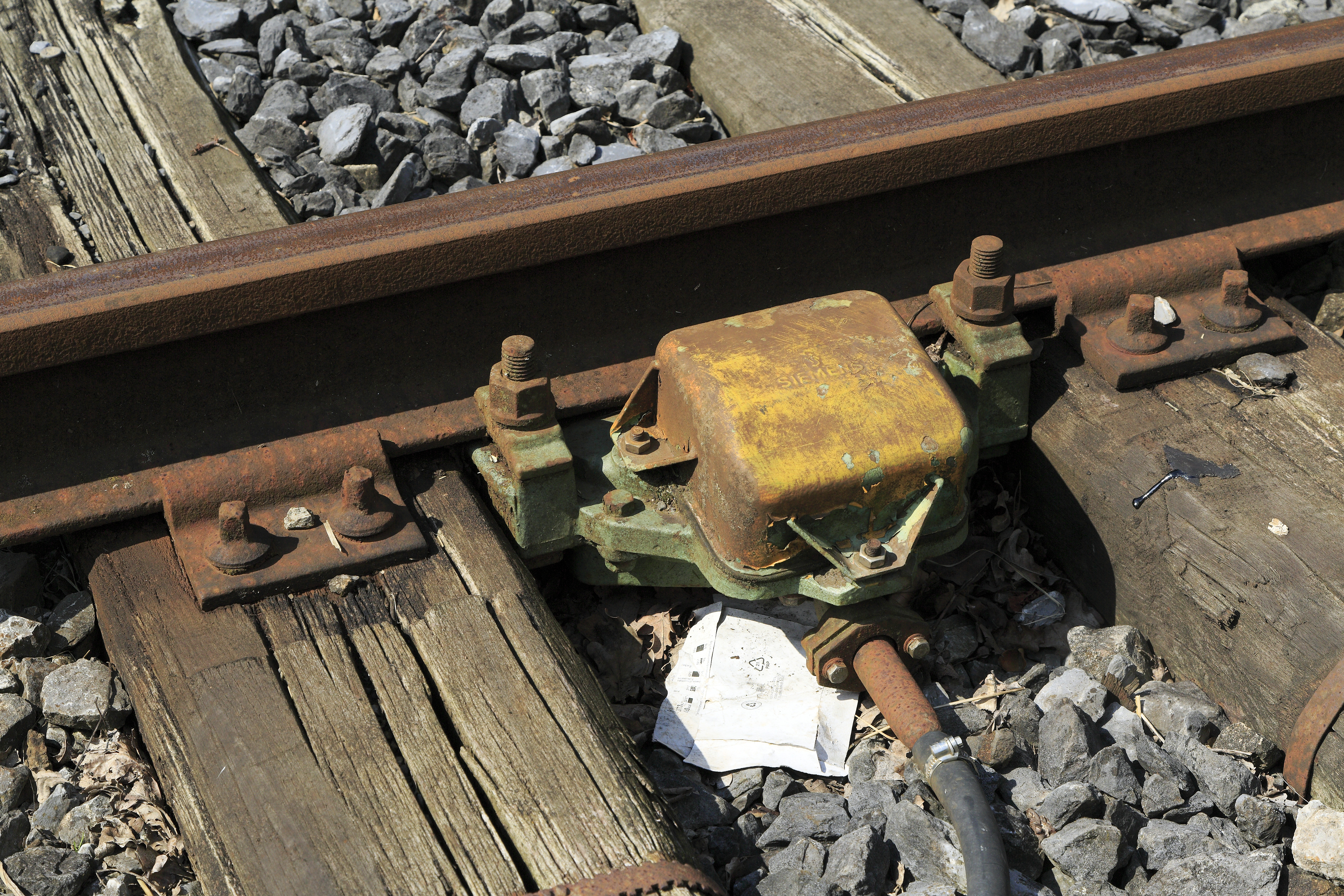
Schienenstromschließer S44

Schienenstromschließer registrieren die Überfahrt durch ein Fahrzeug. Sie werden eingesetzt, um Schaltvorgänge wie das Ein- und Ausschalten von Wegübergangssicherungsanlagen durch fahrende Züge auszulösen oder Bedienhandlungen von der Mitwirkung des Zuges abhängig zu machen. Der Schienenstromschließer schaltet beim Überlaufen durch die erste Achse. Muss sichergestellt werden, dass Schaltvorgänge erst ausgelöst werden, wenn die Zugfahrt die Zugeinwirkungsstelle be- und vollständig freigefahren hat, dann muss der Schienenkontakt durch ein linienförmig wirkendes Kriterium wie einer isolierten Schiene ergänzt werden. Typische Fälle sind die Auslösung der elektrischen Streckentastensperre, die erst erfolgen darf, wenn der Zug den Schutzabschnitt hinter einem Einfahrsignal geräumt hat, und die Fahrstraßenauflösung, für die der Zug die letzte Weiche verlassen haben muss.

## Funktion
Der Kontakt reagiert auf die elastische Schienendurchbiegung durch den Aufpressdruck eines Radsatzes. Befindet sich die Achse im Schwellenfach vor dem Kontakt, biegt sich die Schiene durch die Hebelwirkung nach oben. Wird das Schwellenfach selbst befahren, biegt sie sich unten durch, im folgenden Schwellenfach wieder nach oben.

## Bauformen
Im Bereich der Deutschen Bahn sind noch zwei pneumatisch wirkende Bauformen anzutreffen: der Schienenkontakt S44 (Kontakteinsatz mit Doppelventil) und der Schienenstromschließer Bauform Neptun mit einem (U- oder V-förmigen) Quecksilberkontaktröhrchen, wobei der S44 einen Wechslerkontakt, der Neptun-Schienenstromschließer dagegen je einen Öffner und einen Schließer besitzt. Beiden Bauarten gemeinsam ist die Funktion über eine Über- und eine Unterdruckkammer. Die Kontakte werden im Schwellenfach mit vier Schrauben unter dem Schienenfuß aufgehängt. In der Mitte überträgt ein Druckstück die Schienendurchbiegung auf die Membran zwischen der Über- und der Unterdruckkammer. Der Druckunterschied bewegt das Quecksilber im Schaltröhrchen bzw. den mechanischen Wechslerkontakt.
Der grundlegende Nachteil von Schienenstromschließern ist, dass das Prinzip bei schweren Schienen oder zu leichten Fahrzeugen nicht mehr ausreichend sicher funktioniert. Erforderlich ist ein Achsdruck von mindestens 1,75 Tonnen. Daraus resultierten die besonderen Vorschriften für die Durchführung von Kleinwagenfahrten auf der freien Strecke. Beim Einbau von schwereren Schienenprofilen als S 49 müssen noch vorhandene Schienenstromschließer durch Gleisschaltmittel mit anderen Wirkprinzipien wie Magnetschienenkontakte oder Tf-Gleisstromkreise ersetzt werden.